# Messines (Québec)
Messines è un comune del Canada, situato nella provincia del Québec, nella regione di Outaouais.